# Polynema schumanni
Polynema schumanni är en stekelart som beskrevs av Girault 1932. Polynema schumanni ingår i släktet Polynema och familjen dvärgsteklar. Inga underarter finns listade i Catalogue of Life.